# Zofia Adamska

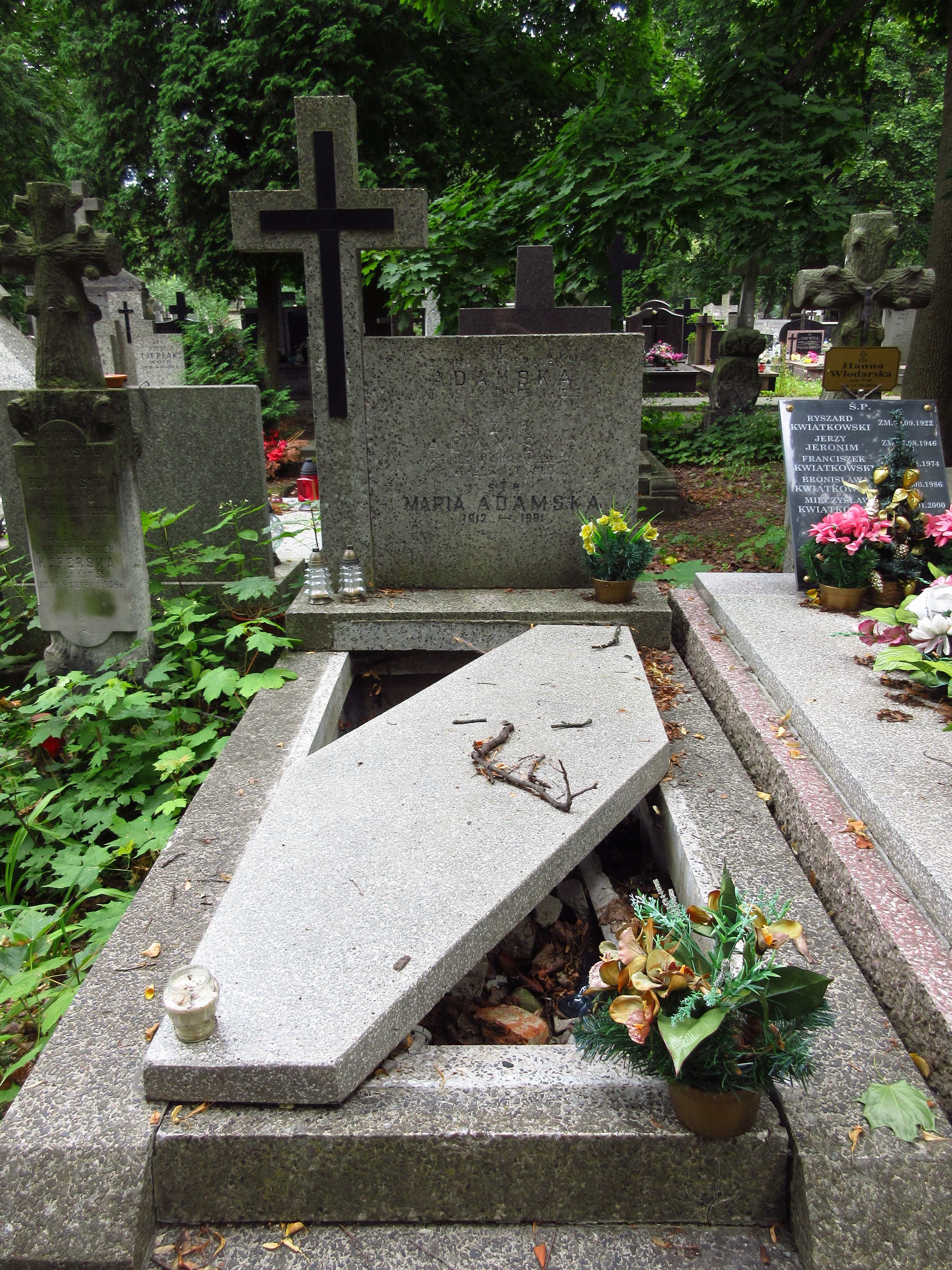
Grób Zofii Adamskiej na Cmentarzu Bródnowskim.

Zofia Adamska (ur. 9 listopada 1903 w Krakowie, zm. 12 stycznia 1988 w Warszawie) – polska wiolonczelistka, pedagog.

## Życiorys
Ukończyła Królewskie Konserwatorium Muzyczne w Brukseli. Przed 1939 grała w Kwartecie Polskim oraz była koncertmistrzynią w kierowanej przez Grzegorza Fitelberga Orkiestrze Polskiego Radia. Brała udział w licznych konkursach i występach w kraju i poza jego granicami. Od 1945 przez pięć lat wchodziła w skład orkiestry Filharmonii Krakowskiej, a następnie grała w składzie Kwartetu Krakowskiego. Współpracowała m.in. z Grażyną Bacewicz, dla której opracowywała materiały nutowe. Równolegle z występami prowadziła pracę pedagogiczną wykładając na Akademii Muzycznej w Krakowie. W 1973 przeszła na emeryturę, zmarła piętnaście lat później i spoczęła w grobowcu rodzinnym na cmentarzu Bródnowskim w Warszawie (kw. 24A-IV-14).
Przez krytyków muzycznych jest uznawana za  jedną z najwybitniejszych polskich wiolonczelistek XX wieku.